# Derek Russo
Derek Russo (ur. 1975 na Florydzie) – amerykański aktor telewizyjny, filmowy i głosowy, kaskader, komik i model, były komandos.

## Życiorys

### Wczesne lata
Urodził się w Miami na Florydzie. Jego dziadkowie byli włoskimi imigrantami z nowojorskiego Bronxu. Był członkiem United States Marine Corps. Należał do organizacji Minor League Football. Uprawiał rugby, futbol, podnoszenie ciężarów, mieszane sztuki walki i jeździectwo. Osiedlił się w Atlancie w stanie Georgia.

### Kariera
Swoją karierę rozpoczął jako fotomodel ze 191 cm wzrostu i wagą ok. 120 kg. We wrześniu 1999 jego zdjęcie trafiło na okładkę magazynu „Men's Workout”. Brał udział w sesjach zdjęciowych dla czasopisma „Playgirl” (w listopadzie 1999 - artykuł College Hunks, w kwietniu 2000 - artykuł Hot Young Hunk, w lutym 2002 i w kwietniu 2006). Pod pseudonimami Dominic Orsini, Hal McCormick, Tony Hackman, Frank Wellseley i Jay Carlson, pozował dla magazynów gejowskich „Indugle” (1998), „Torso” (w styczniu 2000), „Honcho” (we wrześniu 2001) i „Men” (w sierpniu i grudniu 2002). Dorabiał też jako striptizer.
Debiutował na szklanym ekranie jako ślusarz w dramacie telewizyjnym ABC Empire State (2009) z Tammy Blanchard i Beau Garrett. Po gościnnych rolach w takich serialach jak Anatomia prawdy (Body of Proof, 2011) czy Tożsamość szpiega (Burn Notice, 2013), otrzymał angaż do pracy nad filmem animowanym Our RoboCop Remake (2014). Udzielał również głosu w audycjach radiowych.
Występował w telewizyjnych spotach reklamowych i jako komik stand-upowym. Należy do Gildii Aktorów Ekranowych (SAG). 
Widzom znany jest z muskularnej budowy ciała. Zagrał następnie Fadera, superbohatera i przewodnika duchowego, w krótkometrażowym komediodramacie Through Walls (2014). W kryminale Hoke (2014) zagrał oficera policyjnego Tony'ego Barone'a, a w krótkim metrażu Gotham: Inner City Demons (2015) − głównego bohatera, Dorrance'a. W 2015 wcielił się w drugoplanową rolę Zabójcy w filmie akcji Belly of the Beast, a także postać Jasona Voorheesa w krótkometrażowym horrorze Scorpion vs. Jason. 
W serialu komediowym Web Series (2015) występował jako Greg. Wraz z Onique Bourne zagrał w filmie sensacyjnym Love Sex & Kung Fu (2015), a Benjaminowi Brattowi towarzyszył na planie komedii Ride Along 2 (2016), gdzie pojawił się jako bodyguard. Zajmuje się także choreografią scen walki i kaskaderskimi.

## Filmografia

### Filmy fabularne/krótkometrażowe
- 2009: Empire State jako ślusarz
- 2010: Wojna Madsa (Madso's War) jako zbir
- 2014: Our RoboCop Remake jako Emil Antonowsky
- 2014: Plastic jako właściciel klubu w Miami
- 2014: Through Walls jako Fader
- 2014: Hoke jako oficer Tony Barone
- 2015: Gotham: Inner City Demons jako Dorrance
- 2015: Super Mario Taken jako Bowser
- 2015: Being Transgressive jako Greg Isaacs, mężczyzna
- 2015: Belly of the Beast jako Zabójca
- 2015: Scorpion vs. Jason jako Jason Voorhees
- 2015: Love Sex & Kung Fu jako Boss Man
- 2015: Rock Bottom jako menedżer klubu
- 2015: Mafia jako Warren
- 2015: The Diner jako Henry
- 2016: Ride Along 2 jako ochroniarz Antonio Pope'a
- 2016: Ash vs. Lobo and the DC Dead jako Lobo
- 2016: Deus ex Machina jako Bob Gray
- 2016: The Big Frozen Gumshoe jako George
- 2016: Agnosia jako John
- 2016/2017: All I Want Is You jako szwagier
- 2018: A Lesson in Cruelty jako Joseph

### Seriale telewizyjne/internetowe
- 2011: Anatomia prawdy (Body of Proof) jako Joe Salerno
- 2012: Labor Days (w czołówce jako D. Russo)
- 2012: Gigolos jako chłopak
- 2013: Zbrodnie Palm Glade (The Glades) jako striptizer
- 2013: Tożsamość szpiega (Burn Notice) jako ochroniarz domu/członek jednostki Alpha
- 2013: The Originals jako mężczyzna z tatuażem na twarzy
- 2014: Slash/Up jako Jason Voorhees
- 2015: Web Series jako Greg
- 2016: Xzaiden jako Noyis
- 2016: Stark Naked jako Michael Clark Dunkin'